# Борис II
Борис II (931–977) — цар Болгарії з 969 до 977 року, з 971 року перебував у Візантійському полоні, однак на батьківщині продовжував вважатись болгарським царем. Старший син царя Петра I й цариці Ірини, народився в Константинополі 931 року.

## Початок правління
Про життя Бориса нічого невідомо до 968 року, коли він у складі Болгарського посольства прибув до Константинополя до Никифора II Фоки для укладання миру.
Роком раніше на прохання візантійців до Болгарії вторглись руські війська князя Святослава, але після розгрому болгарської армії, замість того щоб повернутись до Києва, русичі захопили східну (причорноморську) частину Болгарії з містами Доростолом і Малим Преславом (у руських джерелах Переяславець), куди Святослав переніс свою столицю. В результаті перемовин було укладено болгарсько-візантійський союз проти Русі, Борис та його брат Роман залишились в Константинополі заручниками.
969 року в результаті другої поразки від русичів Петро I зрікся престолу, а візантійці відпустили Бориса, щоб зайняти трон батька. Неспроможний протистояти Святославу, новий цар уклав союз із русичами. Руські дружини продовжують наступ у Фракії, де 970 року під Аркадіополем зазнали поразки. З цього моменту візантійці під керівництвом нового імператора Іоанна Цимісхія просувались на північ та взяли в облогу Преслав.

## У візантійському полоні
Хоча болгари й русичі разом захищали місто, візантійцям удалось підпалити й захопити столицю. Борис II віднині став почесним бранцем Іоанна Цимісхія, який продовжив переслідування русичів у Доростолі, стверджуючи, що діє як союзник і захисник Бориса. Після того як Святослав і Цимісхій досягнули мирної угоди і Святослав пішов до Києва, Іоанн Цимісхій з тріумфом повернувся до Константинополя. Візантійці не поспішали звільняти окуповану Болгарію й того ж року імператор на урочистій церемонії позбавив Бориса царських регалій, а східна Болгарія перейшла у пряме візантійське управління.
Хоч метою церемонії 971 року було символічне завершення Болгарського царства, Візантія не змогла затвердити свою владу в західній Болгарії. 977 року брати Борис і Роман втекли з полону до західної Болгарії. На кордоні Бориса через його грецький одяг стражники сприйняли за візантійського вельможу й убили.